# Jefre Cantu-Ledesma
Jefre Cantu-Ledesma (...) è un musicista statunitense.
Cantu-Ledesma ha collaborato con molti artisti tra cui Tarentel, The Alps, Grouper, Yellow Swans, Charalambides, Keith Fullerton Whitman, Oneohtrix Point Never e Félicia Atkinson. Il suo stile sperimentale concilia le atmosfere distese dell'ambient con le texture espressive dello shoegaze.

## Biografia
Cantu-Ledesma nacque in Texas e si trasferì a San Francisco per studiare scultura a San Francisco. Durante gli anni novanta divenne uno dei membri originari dei Tarentel e degli Alps. Fu anche co-fondatore della Root Strata, un'etichetta di musica alternativa. Dopo aver fatto parte degli Holy See negli anni 2000, egli pubblicò Love Is a Stream (2010), ben accolto dagli specialisti, e A Year With 13 Moons (2014), il cui titolo è tratto dal film di Fassbinder. Uscirono altri album realizzati con Grouper pubblicati come Raum (Event Of Your Leaving, 2013; Daughter, 2022), la francese Félicia Atkinson (Comme un seul Narcisse, 2016; Limpid as the Solitudes, 2018; Un hiver en plein été, 2021) e il pakistano Ilyas Ahmed (You Can See Your Own Way Out, 2021).

## Discografia parziale

### Da solista
- 2007 – The Garden of Forking Paths
- 2007 – Shining Skull Breath
- 2010 – Love Is a Stream
- 2012 – Blood (con En)
- 2012 – Visiting This World
- 2014 – Songs of Forgiveness
- 2014 – Songs of Remembrance
- 2014 – A Year With 13 Moons
- 2016 – Comme un seul Narcisse (con Félicia Atkinson)
- 2017 – On the Echoing Green
- 2017 – Fragments of a Season
- 2018 – Limpid as the Solitudes (con Félicia Atkinson)
- 2019 – 	Tracing Back the Radiance
- 2021 – You Can See Your Own Way Out (con Ilyas Ahmed)
- 2021 – Un hiver en plein été (con Félicia Atkinson)

### Con i Tarentel
- 1999 – From Bone to Satellite
- 2001 – The Order of Things
- 2002 – Mort aux Vaches
- 2004 – We Move Through Weather
- 2007 – Ghetto Beats on the Surface of the Sun
- 2007 – Home Ruckus: Bottled Smoke

### Con gli Alps
- 2008 – III
- 2010 – Le voyage
- 2011 – Easy Action

### Nei Raum
- 2013 – Event Of Your Leaving
- 2022 – Daughter